# Universul Spațiul Revelației
Universul Revelation Space (denumire originală Revelation Space universe) este un univers fictiv creat de Alastair Reynolds și folosit ca loc de desfășurare pentru o serie de romane și povestiri ale sale. Istoria pe care o prezintă urmărește specia umană printr-o serie de conflicte desfășurate într-un viitor relativ apropiat (circa anul 2200) și până în jurul anului 40.000 (evenimentele prezentate în romanele scrise până acum se petrec între 2427 și 2727, dar unele povestiri explorează un viitor mult mai îndepărtat). Numele seriei vine de la Revelation Space, primul roman a cărui acțiune se petrece în acest univers.
Denumirea Universul Revelation Space a fost folosită de Alastair Reynolds în introducerile scrise atât la volumul Câinii de diamant. Zile pe Turcoaz, cât și la culegerea de povestiri Galactic North, precum și în unele ediții ale romanelor care aparțin acestui univers.

## Privire de ansamblu
Universul Revelation Space prezintă o viziune asupra viitorului lumii noastre, în care își găsesc locul specii extraterestre și tehnologii care nu au corespondent în știința actuală. Este mai „tehnic” decât majoritatea exemplelor de space opera, bazându-se mult pe speculații științifice despre care Reynolds crede că vor deveni realitate; de exemplu, călătoria cu viteze superluminice lipsește. Reynolds a declarat că preferă să păstreze la un nivel plauzibil știința din ficțiunile sale, dar adoptă elemente științifice despre care crede că sunt imposibil de atins, dacă este necesar pentru acțiune.
În timp ce mare parte a SF-ului prezintă viziunii ale viitorului omenirii extrem de optimiste sau, dimpotrivă, distopice, universul Revelation Space se remarcă prin faptul că societățile umane nu au ajuns la extreme pozitive sau negative, ci sunt similare celor actuale în ceea ce privește ambiguitatea morală, un amestec de cruzime și decență, corupție și oportunism, deși tehnologiile lor sunt net superioare.
Universul Revelation Space conține elemente de horror lovecraftian, o entitate post-umană decretând că unele lucruri din univers se află dincolo de înțelegerea umană sau transumană. Cu toate acestea, povestea de bază este optimistă în esență, oamenii reușind să supraviețuiască chiar și într-un univers care pare fundamental ostil vieții inteligente.
Denumirea Revelation Space își are originile în vizita făcută de Sylveste în Lințoliul lui Lascaille, unde el spune că ar fi intrat într-un „spațiu al revelațiilor” în timpul întâlnirii sale cu Lințolierii. Sylveste este unul dintre personajele principale ale romanului Revelation Space, iar Lințolierii sunt o veche rasă extraterestră prezentată în aceeași carte.

## Cronologie
Cronologia universului Revelation Space începe cu aproximativ un miliard de ani în trecut, când un conflict la scară galactică pentru disponibilitatea diferitelor resurse naturale duce la exterminarea aproape a întregii vieți inteligente din galaxie. Membrii unei rase supraviețuitoare, care avea să fie cunoscută ulterior ca Inhibitorii, s-au transferat în mașini și au prezis că o coliziune între galaxia Andromeda și Calea Lactee peste 3 miliarde de ani în viitor va afecta serios capacitatea ambelor galaxii de a susține viața. Prin urmare, ei au decis să ajusteze pozițiile stelelor pentru a limita efectele devastatoare ale coliziunii. Un alt element central al proiectului Inhibitorilor l-a constituit eradicarea oricărei specii care depășește un anumit nivel tehnologic până la depășirea crizei, considerând că nicio specie organică nu ar fi capabilă să coopereze la un proiect pe o scară atât de largă. Deși au avut un succes destul de important, câteva rase dezvoltate au reușit să se ascundă de forțele Inhibitorilor sau să lupte împotriva lor.
În istoria umană, în timpul secolelor al XXI-lea și al XXII-lea, au avut loc numeroase războaie și a fost construită o flotă de nave care să colonizeze o planetă ce orbitează în jurul stelei 61 Cygni, într-un zbor care va dura câteva generații. Flota a ajuns la planeta Atuul lui Sky, care ulterior avea să fie implicată într-un război ce va distruge întreaga populație umană de pe ea.
Între timp în sistemul solar, în anul 2190, au apărut Agregații, ca rezultat al multiplelor experimente cu implanturi neurale. În replică, s-a format Coaliția pentru Puritate Neurală care a luptat împotriva Agregaților, până când aceștia au fost nevoiți să părăsească sistemul solar și au plecat spre stelele învecinate.
În următoarele secole omenirea are parte de o perioadă de relativă pace, colonizând câteva planete. Cel mai mare succes l-a cunoscut planeta Yellowstone din sistemul Epsilon Eridani, locația Inelului Sclipitor și a Orașului Abisului. Printre tehnologiile descoperite se numără o propulsie a Agregaților (care se alătură din nou rasei umane), nanotehnologie avansată și o serie de alte dispozitive. Cu excepția unei încercări de a prelua controlul asupra habitatelor umane, omenirea nu este afectată de niciun incident major în această perioadă.
Perioada de liniște ia sfârșit în 2150 odată cu Epidemia Fuziunii, un virus nanotehnologic ce distruge toate nanotehnologiile cu care vine în contact. Civilizația din jurul planetei Yellowstone este devastată, singurii care scapă fără a fi afectați fiind Agregații, Ca rezultat al acestei molime, între Demarhiști și Agregați începe un război.
Între timp, activitățile desfășurate pe colonia de pe planeta Resurgam din sistemul Delta Pavonis atrag atenția Inhibitorilor. Aflând despre acest lucru, Agregații încearcă să recupereze de pe planetă o armă despre care susțin că le-ar fi aparținut și care îi poate ajuta să facă față Inhibitorilor. Misiunea se soldează cu apariția a două facțiuni, una care dorește folosirea armei doar pentru protejarea Agregaților, cealaltă care vrea să apere întreaga omenire. Având câștig de cauză, cea de-a doua facțiune caută sprijin la un supercomputer de origine extraterestră construit în interiorul unei stele neutronice.
Omenirea reușește astfel să dobândească abilitatea de a lupta împotriva Inhibitorilor, dar rezistența lor nu poate dura la infinit. Singura salvare pare a veni de la misterioasa rasă a Sibilinicilor, despre care se crede că ar locui lângă satelitul Hela. În cele din urmă, cei însărcinați cu această misiune înțeleg că nu este recomandabilă contactarea Sibilinicilor, așa încât apelează la o altă rasă extraterestră, care-i ajută să-i îndepărteze pe Inhibitori din spațiul uman și să stabilească o zonă tampon între regiunile de spațiu controlate de fiecare.
Urmează o nouă epocă de aur de 400 de ani pentru omenire, întreruptă de o calamitate care transformă planetele în habitate acoperite de vegetație. Eforturile de a opri această epidemie care amenință să umple întreg spațiul locuit de oameni sunt sortite eșecului, iar omenirea se vede nevoită să părăsească galaxia Calea Lactee și să-și refacă civilizația în altă parte.

## Cărți și povestiri a căror acțiune se petrece în acest univers
Toate povestirile și nuvelele care aparțin acestui univers au fost adunate în volumele Galactic North și Câinii de diamant. Zile pe Turcoaz, cu excepția povestirii "Monkey Suit".

### Seria principală
1. Revelation Space (2000)
2. Chasm City (2001) - ro. Orașul Abisului
3. Redemption Ark (2002) - ro. Arca mântuirii
4. Absolution Gap (2003)
5. The Prefect (2007) - ro. Prefectul

### Povestiri
- "Dilation Sleep" — publicată în Interzone #39 (septembrie 1990), inclusă în volumul Galactic North
- "A Spy in Europa" — publicată în Interzone #120 (iunie 1997), reeditată în The Year's Best Science Fiction: Fifteenth Annual Collection (1998, ed. Gardner Dozois) și în volumul Galactic North, postată online pe Infinity Plus[8]
- "Galactic North" — publicată în Interzone #145 (iulie 1999), reeditată în Space Soldiers (2001, ed. Jack Dann și Gardner Dozois), în The Year's Best Science Fiction: Seventeenth Annual Collection (2000, ed. Gardner Dozois), în revista Hayakawa's SF și în volumul Galactic North
- "Monkey Suit" — publicată în Death Ray #20 (iulie 2009) și reeditată în volumul Deep Navigation
- "The Last Log of the Lachrimosa" - publicată în Subterranean Online (iulie 2014) - ro "Ultimul jurnal al Lachrimosei"

### Nuvele
- "Great Wall of Mars" — publicată în Spectrum SF #1 (februarie 2000), reeditată în The Year's Best Science Fiction: Eighteenth Annual Collection (2001, ed. Gardner Dozois) și în volumul Galactic North
- "Glacial" — publicată în Spectrum SF #5 (martie 2001), reeditată în The Year's Best Science Fiction: Nineteenth Annual Collection (2002, ed. Gardner Dozois) și în volumul Galactic North
- Diamond Dogs — publicată de PS Publishing (2001), reeditată în Infinities (2002, ed. Peter Crowther) și în volumul Diamond Dogs, Turquoise Days - ro. Câinii de diamant
- Turquoise Days — publicată de Golden Gryphon (2002), reeditată în The Year's Best Science Fiction: Twentieth Annual Collection (2003, ed. Gardner Dozois), în Best of the Best Volume 2: 20 Years of the Year's Best Short Science Fiction Novels (2007, ed. Gardner Dozois) și în volumul Diamond Dogs, Turquoise Days - ro. Zile pe Turcoaz
- "Weather" — publicată în volumul Galactic North (2006)
- "Grafenwalder's Bestiary" — publicată în volumul Galactic North (2006)
- "Nightingale" — publicată în volumul (2006), reeditată în The Year's Best Science Fiction: Twenty-Fourth Annual Collection (2006, ed. Gardner Dozois)

## Ordinea cronologică a operelor
| Povestea                | Perioada      |
| ----------------------- | ------------- |
| Great Wall of Mars      | 2205          |
| Glacial                 | 2217          |
| A Spy in Europa         | c. 2330–2340  |
| Weather                 | 2358          |
| Prefectul               | 2427          |
| Câinii de diamant       | c. 2500–2550  |
| Monkey Suit             | 2511          |
| Dilation Sleep          | c. 2513–2540  |
| Orașul Abisului         | c. 2517–2524  |
| Grafenwalder's Bestiary | c. 2540       |
| Zile pe Turcoaz         | 2541          |
| Revelation Space        | 2524–2567     |
| Nightingale             | c. 2600       |
| Redemption Ark          | 2605–2651     |
| Absolution Gap          | c. 2675–3000  |
| Galactic North          | c. 2303–40000 |

## Locuri
Primul sistem
Este denumirea folosită pentru sistemul solar.
- Pământul: planeta de baștină a omenirii, în jurul căreia oamenii au început să construiască habitate orbitale în anul 2050.
  - Luna: satelitul natural al Pământului. În 2069, Luna și sateliții construiți de mâna omului aveau o populație de 12.000.000 de suflete.
- Jupiter: a cincia planetă de la Soare. În 2155, oamenii au început să construiască așezări pe sateliții planetei.
  - Europa: unul dintre cei mai mari sateliți ai lui Jupiter. Una dintre cele mai avansate societăți umane, Demarhiștii, a luat naștere aici, în așezări atârnate sub fundul învelișului înghețat al satelitului, deasupra oceanului subteran. Ulterior, aceste orașe au fost distruse.
- Marte: a patra planetă de la Soare, leagănul societății Agregaților și câmpul de bătălie pentru disputa împotriva acesteia. A fost colonizată ulterior de oameni obișnuiți.
  - Phobos: cel mai apropiat satelit marțian, al cărui interior este folosit de Agregați ca port spațial și sursă de materie primă pentru construirea primei luminăluci, pe care o vor folosi pentru a pleca din sistemul solar.

Sistemul Lalande 21185
Stea aflată la 8,3 ani-lumină de Pământ. 
- Zion: planetă cu care se pierde contactul în timpul războiului dintre oameni și Inhibitori.

Sistemul Ross 248
Stea aflată la 10,3 ani-lumină de Pământ.
- Diadema: planetă înghețată colonizată de americani născuți din embrioni transportați cu ajutorul roboților. Oamenii se revoltă împotriva roboților și îi distrug, dar vor fi apoi exterminați de un savant din rândul lor, care consideră planeta un gigantic organism inteligent. 100 de ani mai târziu, planeta devine primul loc explorat de Agregați după părăsirea sistemului solar.

Sistemul Epsilon Eridani
Stea aflată la 10,5 ani-lumină de Pământ.
- Yellowstone: planetă cu atmosferă de metan colonizată de americani și a cărei societate a cunoscut aceeași soartă dramatică ca și cea de pe Diadema. Recolonizată de Demarhiști, constituie apogeul civilizației umane în perioada 2350-2510, până la devastare ei de către Epidemia Fuziunii. În 2698 civilizația de pe Yellowstone și din împrejurimile sale este distrusă de Inhibitori.
  - Orașul Abisului: cea mai întinsă așezare de pe Yellowstone, construită într-un crater ale cărui emanații de gaz au permis realizarea unei atmosfere respirabile. El a devenit una dintre cele mai mari realizări umane în perioada de glorie dinaintea Epidemiei Fuziunii. După ravagiile făcute de aceasta, orașul s-a separat pe două niveluri. Mulci, unde trăiește populația săracă și Caniope (Coronamentul), unde trăiesc cei bogați.
    - Monumentul Celor Optzeci: monument din Orașul Abisului care comemorează sacrificiul a optzeci de voluntari care au acceptat să li se copieze într-un calculator structura neurală a creierului. Voluntarii au decedat ca urmare a procedurii, iar simulările computerizate s-au dovedit neviabile, distrugându-se la scurtă vreme după aceea.

  - Inelul Sclipitor (Centura Strălucitoare): un conglomerat de 10.000 de habitate care orbitează în jurul planetei Yellowstone, loc al unei mari diversități culturale, filozofice și fizice și centrul comercial și de afaceri al omenirii. A fost ținta principală a virsului nanotehnologic cunoscut ca Epidemia Fuziunii, doar o sută de habitate extrem de securizate reușind să-i supraviețuiască. Acestea au reușit să creeze un nou centru economic, fără a ajunge la magnitudinea perioadei de glorie.
- Tangerine Dream: cea mai mare planetă din sistemul Yellowstone.

Sistemul Lacaille 9352
Stea aflată la 10,7 ani-lumină de Pământ.
- Fand: habitatul organismului "Screech Mat".

Sistemul 61 Cygni
Stea aflată la 11,5 ani-lumină de Pământ.
- Atuul lui Sky: habitatul nativ al Hamadriazilor, asemănător Pământului, dar cu o floră și faună care se dovedește letală pentru oameni. Este colonizată de membrii unei flote de nave spațiale care călătoresc prin spațiu timp de generații și între care izbucnește un război îndelungat. În cele din urmă, întreaga populație este distrusă de Inhibitori.

Sistemul Gliese 687
Stea aflată la 15 ani-lumină de Pământ.
- Haven: planetă controlată de Demarhiști.

Sistemul Groombridge 1618
Stea aflată la 16 ani-lumină de Pământ.
- Turcoaz: planetă a Jonglerilor Minții, colonizată de oameni și păstrată izolată față de restul omenirii.

Sistemul Delta Pavonis
Stea aflată la 20 ani-lumină de Pământ.
- Resurgam: planetă deșertică pe care se află artefacte ale unei rase dispărute, Amarantinii.
- Hades: stea neutronică care formează un sistem binar cu Delta Pavonis. A fost transformată într-un gigantic calculator neutronic.
  - Cerberus: planetă artificială care orbitează în jurul lui Hades.
- Roc: gigantă gazoasă al cărei nucleu este folosit pentru crearea unei mașinării menită să afecteze steaua Delta Pavonis și să distrugă, astfel, planeta Resurgam.

Sistemul 107 Piscium
Stea aflată la 24 de ani-lumină de Pământ.
- Haldora: gigantă gazoasă despre care se descoperă că este un dispozitiv care face legătura cu o altă regiune a universului.
  - Hela: satelit natural al Haldorei, controlat de o teocrație care folosește virusuri pentru a induce credința. În apropierea acestui satelit se crede că ar trăi Sibilinicii, rasa care le poate face față Inhibitorilor.

Sistemul p Eridani
Stea aflată la 25 de ani-lumină de Pământ.
- Ararat: planetă a Jonglerilor Minții.

Planete din sisteme nespecificate
- Grand Teton: una dintre cele mai mari Demarhii și habitatul natural al speciei "Slime Scraper".
- Spindrift: planetă a Jonglerilor Minții unde se găsesc informații despre Lințolii.

## Facțiuni
Agregații (Conjoinerii)
Numiți peiorativ și păianjeni, Agregații reprezintă o facțiune umană bazată pe augmentarea mentală care a apărut pe Marte la începutul secolului al XXII-lea. Ei folosesc tehnologia pentru a crea o conștiință de grup, comunicarea între desfășurându-se non-verbal, prin intermediul legăturilor neurale. Fiecare dintre ei posedă o rețea minimă de nanotehnologii care le îmbunătățește atât funcționarea cerebrală, cât și o serie de abiități și chiar rezistența fizică. Deși funcționează ca un grup, Agregații își păstrează individualitatea, dar doar puțini dintre ei pot lucra cu adevărat independent de ceilalți.
Demarhiștii
Numiți peiorativ și zombi, Demarhiștii sunt o facțiune umană condusă de sistemul politic al anarhiei democratice. Demarhia funcționează pe baza unui implant neural prin intermediul căruia individul votează permanent în legătură cu orice aspect al vieții sale, această funcție devenind la fel de normală ca oricare altă funcție biologică. Demarhiștii folosesc o rețea informațională complexă numită abstracție, cu ajutorul căreia simulează diferite medii și coordonează activitatea servitorilor roboți. Unii demarhiști sunt experți în nanotehnologie, prelungirea vieții și modificări biologice.
Skyjack
Petrecându-și mare parte a timpului pe nave, această facțiune este formată din mineri ai cometelor și asteroizilor.
Utranauții
Exploratori transumani, Ultranauții au optat pentru modificări corporale masive, înlocuindu-și organele și alte părți ale corpului. Deși mulți dintre ei sunt prezentați ca având exoschelet, nu toți au modificări biologice vizibile. Ei trăiesc timp îndelungat, parțial datorită perioadelor petrecute în somn criogenic, parțial datorită efectelor relativiste cauzate de călătoria cu viteze apropiate de cea a luminii. Ei nu au o structură politică și filozofică unitară, așa cum prezintă Agregații și Demarhiștii și sunt destul de izolați de re4stul omenirii din cauza timpului petrecut în zboruri spațiale.
Facțiuni localizate
- Coaliția pentru Puritate Neurală: a apărut în jurul anului 2190 ca reacție la crearea Agregaților. Opozantă a modificărilor neurale, facțiunea pornește un război împotriva Agregaților, pe care îi înving și îi obligă să rămână blocați pe Marte pentru o vreme.
- Inundaționiștii: facțiune apărută pe planeta Resurgam, care militează pentru terraformarea acesteia, cu riscul distrugerii comorilor arheologice extraterestre îngropate sub suprafața ei.

## Rase
Clovnii Săltăreți
Rasă veche de la care rasa larvelor a dobândit tehnologia comunicării instantanee.
Constructorii-cuiburilor / Slug
Rasă extraterestră care a reușit să rămână ascunsă de Inhibitori și ajută omenirea în lupta sa contra acestora. Având aspect insectoid, ea nu mai este deja o rasă gânditoare și a ajuns să fie controlată de o specie protoplasmatică, Slug.
Denizen
Specie inteligentă creată prin inginerie genetică pe Europa de către conducerea Demarhistă a satelitului, având inițial rolul de sclavi adapați mediului oceanic. Ulterior au pus la cale o revoltă pentru a răsturna Demarhia europană.
Gilli
Facțiune umană care, în urma modificărilor genetice, poate viețui sub apă, unora dintre ei devenindu-le chiar imposibil traiul în aer liber.
Hamadriade
Native ale peninsulei Santiago de pe planeta Atuul lui Sky, ele prezintă un ciclu evolutiv complex: în tinerețe sunt similare unor șerpi și au o inteligență redusă, se pot camufla și vânează folosindu-se de miros și de vederea în infraroșu, iar în faza adultă se transformă în copaci, lucru care a făcut dificilă înțelegerea ciclului lor de viață.
Hiperporci
Porci modificați genetic de-a lungul istoriei omenirii, inițial pentru a crește organe compatibile. Modificările neurologice și psihologice care au urmat le-au oferit abilitatea de a gândi și a vorbi ca oamenii. În general ocupă poziții de servitori și sunt considerați inferiori de unii oameni. 
Inhibitori
Inteligența rămasă în viață după un război catastrofal din timpuri străvechi, a cărei supraviețuire a fost făcută posibilă de încărcarea conștiinței în mașinării. Deși nu sunt o rasă gânditoare în sensul larg acceptat, ei au înțeles pericolul reprezentat de coliziunea dintre galaxiile Andromeda și Calea Lactee, care va avea loc peste 3 miliarde de ani. În consecință, toate eforturile lor se concentrează pe limitarea efectelor devastatoare ale acestei coliziuni și pe exterminarea tuturor raselor inteligente organice, considerând că acestea ar periclita misiunea. Pentru a descoperi când o rasă atinge nivelul tehnologic considerat critic, Inhibitorii plasează o serie de capcane în univers, a căror activare le atrage atenția. Cu toată strădania lor, se dovedesc incapabili de a controla dezvoltarea atât de multor specii din galaxie, unele dintre acestea reușind să facă față amenințării pe care ei o reprezintă.
Jonglerii Minții
Organisme marine colective care locuiesc pe planete acoperite preponderent de apă. Ei acționează asemenea unui sistem de stocare a datelor biotehnologic, înregistrând mințile și amintirile celor care intră în comuniune cu ele. Pot rescrie structura neurală a ființelor care intră în oceanele lor, oferindu-le abilități deosebite, cum ar fi cele din domeniul matematicii. Nu se cunoaște originea lor și, deși uneori pot fi convinse să opereze anumite modificări în mintea unei ființe, cer un serviciu la schimb pentru acest lucru.
Larve
Civilizație de exploratori spațiali, aproape exterminată de Inhibitori după descoperirea zborului cosmic. Supraviețuitorii s-au adaptat la viața în vidul spațial și posedă abilitatea de a se transforma în membrii altei rase după „devorarea” acestora. Navele lor apar ca extensii ale indivizilor. Această rasă a adus pe Yellowstone Epidemia Fuziunii, la care ea este imună.
Lințolieri
Locuitori ai Lințoliilor, regiuni spațiale create artificial ai cărei locuitori sunt izolați de restul universului. Inițial, au fost membrii unei rase cu aspect de pasăre de pe planeta Resurgam, numită Amarantin, care a declanșat o capcană a Inhibitorilor. Pentru a scăpa de exterminare, au creat Lințoliile și îi impregnează pe toți cei care intră în ele cu programe care declanșează capcanele Inhibitorilor, verificând astfel dacă aceștia mai sunt activi sau nu.
Scuttler
Rasă care a populat Hela și a încercat să apeleze la Sibilinici pentru a face față Inhibitorilor. Gestul a atras o reacție dură din partea rasei Nestbuilder.
Sibilinici
Rasă inteligentă care, în universul original, a fost afectată de un agent terraformator care i-a distrus lumile, transformându-le în milioane de asteroizi. Pentru a scăpa de agentul terraformator, membrii ei au renunțat la forma fizică și s-au refugiat pe o brană paralelă. Par a fi mai avansați decât Inhibitorii, fiind capabili să călătorească între brane și în timp, precum și să sintetizeze materia.

## Tehnologie
Abstracția și entoptica
Abstracția reprezintă procesul prin care oamenii cu implanturi neurale obțin accesul la rețelele de date wireless și permite, printre altele, participarea la scrutinurile organizate în Demarhii. Entoptica reprezintă o facilitate a tehnologiei abstracției, prin care percepției normale i se adaugă diferite niveluri senzoriale.
Armamentul greu
Arme construite de Conjoineri pe baza unor planuri din viitor accesate cu ajutorul Exordiumului. Ele au rază interplanetară, posedă o inteligență de nivel gama și sunt capabile să facă propriile alegeri în ceea ce privește ținta și momentul detonării. Dimensiunile lor variază, dar au în general 60-70 m lungime culoarea bronzului.
Armamentul hipometric
Armă extraterestră construită cu ajutorul tehnologiei obținute de la baza de date din interiorul unei stele neutronice. Printre caracteristicile ei se numără capacitatea de a fi micșorată extrem de mult, precum și aplicațiile la scara războaielor spațiale.
Epidemia Fuziunii (Molima Putridă)
Virus nanotehnologic care atacă orice lucru care conține nanotehnologii, fără a face deosebiri între oameni și mașini. Oamenii care posedă nanotehnologii sunt afectați oribil de acest virus, care în cele din urmă în duce la moarte. Orașul Abisului și Inelul Sclipitor sunt devastate de virus, doar un procent mic din habitatele care orbitează planeta Yellowstone reușind să se protejeze împotriva lui.
Exordium
Metodă de comunicare prin care participanții creează o legătură prin spațiu-timp pentru a schimba informații, atât cu trecutul și viitorul, cât și cu propriile alter-egouri. Ea are anumite limitări date de faptul că fiecare încercare de comunicare face mai dificile încercările ulterioare. Rasa Grub folosește o tehnologie similară.
Luminălucile (vânătorii de lumină)
Sunt nave capabile să călătorească cu viteze apropiate de cea a luminii, fiindu-le necesare luni sau ani pentru a accelera la viteza de călătorie. Deși pot genera accelerații extrem de puternice, în timpul tranzitării sistemelor solare mențin o accelerație de 1 g, care le permite să atingă 99% din viteza luminii în aproximativ 1 an pământean. Majoritatea se află în posesia Ultranauților și au o lungime de 3-4 km, o capacitate de sute de mii de călători, propulsie Agregată și un înveliș protector înghețat. Capacitatea de reparare și îmbunătățire este limitată.
Materiapidă
Material de construcție cu multiple funcționalități, capabil să-și schimbe forma și să absoarbă în timp moleculele oricărei substanțe, indiferent de forma de agregare a acesteia, reciclând-o. Este distrusă de Epidemia Fuziunii.
Motorul crio-aritmetic
Calculatoare cuantice descoperite de Agregați, ele folosesc anumiți algoritmi pentru a încălca principiul al doilea al termodinamicii, înghețând în loc să se încingă. Această caracteristică a făcut să fie utilizate pe scară largă în fabricile Agregate, dar defecțiunile lor pot avea efecte catastrofale.
Nonveliș
Container semi-autonom realizat din materiapidă care își păstrează invizibil conținutul
Propulsia Agregată
Este un motor spațial care funcționează pe baza principiilor mecanicii cuantice și le conferă navelor viteze relativiste. Se pare că acest tip de motor conține o gaură de vierme legată de trecut, extrăgându-și energia din plasma quark-gluon creată de Big Bang. Motorul este controlat de creierul unui Agregagat decorporalizat, iar riscul accidentelor crește proporțional cu viteza.
Simulări
- Nivel alfa: copie completă, funcțională a minții, capabilă să învețe și să se dezvolte independent în interiorul computerului în care este încărcată.
- Nivel beta: o copie palidă a simulării de nivel alfa, ea se bazează pe modelarea tiparelor comportamentale ale persoanei copiate, în încercarea de a prezice reacțiile sale în fața unor stimuli dați.
- Nivel gama: inteligență artificială standard folosită pentru munca computerizată.

Suprimarea inerției
Această tehnologie extraterestră permite modificarea masei inerțiale pentru a face posibilă accelerarea peste 1 g în călătoriile spațiale. Ea suprimă fluctuațiile cuantice care cauzează inerția (similar conceptului bosonului Higgs). Încercările de a folosi această tehnologie pentru călătorii cu viteze superluminice au fost sortite eșecului.
Șficbici
Bici electronic multifuncțional purtat de prefecții din Inelul Sclipitor. Partea metalică a acestuia se poate rigidiza, permițând tăierea oricărui tip de material. Poate fi folosit și ca grenadă, instrument de tortură sau de interogare, ca paznic și este vulnerabil în fața Agregaților.